# Pinguipedidae
Pinguipedidae é uma família de peixes da subordem Trachinoidei.

## Espécies
Existem 63 espécies em sete géneros:
- Género Kochichthys Kamohara, 1961
  - Kochichthys flavofasciata (Kamohara, 1936).
- Género Parapercis Bleeker, 1863
  - Parapercis alboguttata (Günther, 1872).
  - Parapercis allporti (Günther, 1876).
  - Parapercis atlantica (Vaillant, 1887).
  - Parapercis aurantiaca Döderlein, 1884.
  - Parapercis australis Randall, 2003.
  - Parapercis binivirgata (Waite, 1904).
  - Parapercis biordinis Allen, 1976.
  - Parapercis cephalopunctata (Seale, 1901).
  - Parapercis clathrata Ogilby, 1910.
  - Parapercis colemani Randall & Francis, 1993.
  - Parapercis colias (Forster, 1801).
  - Parapercis cylindrica (Bloch, 1792).
  - Parapercis decemfasciata (Franz, 1910).
  - Parapercis diplospilus Gomon, 1980.
  - Parapercis dockinsi McCosker, 1971.
  - Parapercis elongata Fourmanoir, 1967.
  - Parapercis filamentosa (Steindachner, 1878).
  - Parapercis flavescens Fourmanoir & Rivaton, 1979.
  - Parapercis flavolabiata Johnson, 2006.[1]
  - Parapercis fuscolineata Fourmanoir, 1985.
  - Parapercis gilliesii (Hutton, 1879).
  - Parapercis haackei (Steindachner, 1884).
  - Parapercis hexophtalma (Cuvier, 1829).
  - Parapercis kamoharai Schultz, 1966.
  - Parapercis lata Randall & McCosker, 2002.
  - Parapercis macrophthalma (Pietschmann, 1911).
  - Parapercis maculata (Bloch & Schneider, 1801).
  - Parapercis maritzi Anderson, 1992.
  - Parapercis millepunctata (Günther, 1860).
  - Parapercis mimaseana (Kamohara, 1937).
  - Parapercis multifasciata Döderlein, 1884.
  - Parapercis multiplicata Randall, 1984.
  - Parapercis muronis (Tanaka, 1918).
  - Parapercis nebulosa (Quoy & Gaimard, 1825).
  - Parapercis okamurai Kamohara, 1960.
  - Parapercis ommatura Jordan & Snyder, 1902.
  - Parapercis pulchella (Temminck & Schlegel, 1843).
  - Parapercis punctata (Cuvier, 1829).
  - Parapercis punctulata (Cuvier, 1829).
  - Parapercis quadrispinosus (Weber, 1913).
  - Parapercis ramsayi (Steindachner, 1883).
  - Parapercis robinsoni Fowler, 1929.
  - Parapercis roseoviridis (Gilbert, 1905).
  - Parapercis rufa Randall, 2001.
  - Parapercis schauinslandii (Steindachner, 1900).
  - Parapercis sexfasciata (Temminck & Schlegel, 1843).
  - Parapercis sexlorata Johnson, 2006.[1]
  - Parapercis signata Randall, 1984.
  - Parapercis simulata Schultz, 1968.
  - Parapercis snyderi Jordan & Starks, 1905.
  - Parapercis somaliensis Schultz, 1968.
  - Parapercis stricticeps (De Vis, 1884).
  - Parapercis striolata (Weber, 1913).
  - Parapercis tetracantha (Lacépède, 1802).
  - Parapercis xanthozona (Bleeker, 1849).
- Género Pinguipes Cuvier in Cuvier e Valenciennes, 1829
  - Pinguipes brasilianus Cuvier, 1829.
  - Pinguipes chilensis (Norman, 1937).
- Género Prolatilus Gill, 1865
  - Prolatilus jugularis (Valenciennes, 1833).
- Género Pseudopercis Miranda Ribeiro, 1903
  - Pseudopercis numida Miranda-Ribeiro, 1903.
  - Pseudopercis semifasciata (Cuvier, 1829).
- Género Ryukyupercis Imamura & Yoshino, 2007.[2]
  - Ryukyupercis gushikeni (Yoshino, 1975).
- Género Simipercis Johnson & Randall 2006.
  - Simipercis trispinosa Johnson & Randall 2006.[3]